# Gyōi
Gyōi (行意, anche conosciuto con il titolo di Yamashina Sōjō (山科僧正 o 山階僧正); 1177 – 29 dicembre 1217) è stato un monaco buddista e poeta giapponese; fu poeta waka e monaco della scuola Tendaishū del tardo periodo Heian e il primo periodo Kamakura.
È designato come membro dei Trentasei nuovi immortali della poesia (新三十六歌仙 Shin Sanjūrokkasen).

## Genealogia
Suo padre è il reggente kanpaku e daijō-daijin Fujiwara no Motofusa. Ebbe come fratelli il sadaijin Fujiwara no Takatada, il sesshō Matsudono Moroie, il monaco Shōen , capo della scuola tendaishū e il monaco Jitsuen, bettō del tempio Kōfuku-ji.

## Biografia
Divenne monaco in giovane età, essendo allievo del monaco Kakuson Sōjō e facendo pratiche ascetiche sul monte Ōmine e sul monte Nachi. Nel 1206 fu nominato Gojisō (monaco assistente) dell'imperatore Tsuchimikado e successivamente, nel 1210, dell'imperatore Juntoku. Tra il 1204 e il 1211 fu tutore della principessa imperiale Shōshi (Shumeimon-in). Intorno al 1207 aiutò l'imperatore Tsuchimikado durante una grave malattia e riuscì a curarlo attraverso la preghiera, di conseguenza fu promosso gonsōjō. Nel 1216 fu nominato Gran Ufficiale del tempio Mii-dera e nello stesso anno ricoprì la carica di bettō del tempio Sōfuku-ji. Morirà l'anno successivo all'età di 40 anni.

## Opera poetica
Come esponente della poesia waka, ha partecipato a diversi utaawase tra il 1214 e il 1216. Ha anche partecipato a circoli di poesia sponsorizzati dall'imperatore Juntoku. Ventotto delle sue poesie furono incluse nell'antologia imperiale Shinchokusen Wakashū, altre sono incluse in diverse antologie come Shokushūi Wakashū, Shingosen Wakashū, and Shokusenzai Wakashū. Inoltre, ha scritto una raccolta di aneddoti chiamata Kokin Chomon-shū (古今著聞集).